# Misto Treska
Misto Treska też jako: Mitre S. Toska (ur. 19 kwietnia 1914 we wsi Treskë k. Korczy, zm. 23 czerwca 1993 w Tiranie) – albański działacz komunistyczny, dyplomata, pisarz i tłumacz.

## Życiorys
Syn Andrei i Sofii. Uczył się w liceum francuskim w Korczy, które ukończył w 1934. Już w latach szkolnych publikował pierwsze artykuły i tłumaczenia w czasopismach Rilindja i Bote e Re, używając pseudonimu Mitre S. Toska. Tłumaczył sztuki Molière'a, Henrika Ibsena, a także Victora Eftimiu, wystawiane na scenach albańskich. W Korczy działał w grupie komunistycznej.
W kwietniu 1939 aresztowany przez policję włoską za udział w demonstracjach patriotycznych. Więziony w Durrësie i Zvërnecu, a następnie przez dwa lata w Mesynie. Po powrocie do kraju wstąpił do Armii Narodowo-Wyzwoleńczej i otrzymał stanowisko komisarza politycznego batalionu Reshit Çollaku. Był odpowiedzialny za wydanie wyroku śmierci na Hakiego Blloshmiego, b. konsula Albanii w Bostonie. W latach 1943–1944 pisał artykuły publicystyczne o tematyce antyfaszystowskiej.
Po przejęciu władzy przez komunistów w stopniu majora pełnił funkcję prokuratora wojskowego. Oskarżał w procesie Maliqa Bushatiego, Lefa Nosiego i Antona Harapiego. Był jednym z założycieli Ligi Pisarzy i Artystów w Albanii, w tym czasie tłumaczył na język albański powieści Maksima Gorkiego. W 1946 wziął udział jako delegat albański w obradach Paryskiej Konferencji Pokojowej. W latach 1979–1981 pełnił funkcję ambasadora Albanii we Francji, Holandii, Belgii i w Luksemburgu. W latach 1958–1974 kierował Komitetem Współpracy Kulturalnej z Zagranicą.
Dorobek translatorski Treski obejmuje tłumaczenia na język albański klasyków literatury francuskiej (Victor Hugo, Guy de Maupassant, Paul Éluard, Stendhal, Jean Racine, Louis Aragon, Alphonse Daudet). W 1981 otrzymał honorowe obywatelstwo miasta Rubelles we Francji, a w 2004 albańskiej Korczy (pośmiertnie). Imię Misto Treski nosi jedna z ulic w Tiranie i biblioteka w tym mieście.
Był żonaty (żona Donika), miał pięcioro dzieci.